# 8672 Morse
8672 Morse este o planetă minoră (asteroid), cu un diametru de 2,735 km, din centura de asteroizi. A fost descoperită pe 6 august 1991 la Observatorul European Austral de Eric Walter Elst și a fost numită după Samuel Morse. 
Obiectul prezintă o orbită caracterizată de o semiaxă mare de 2,4556357 UAi, o excentricitate de 0,16, o înclinație de 3,39804 ° în raport cu ecliptica.